# Amstel (öl)

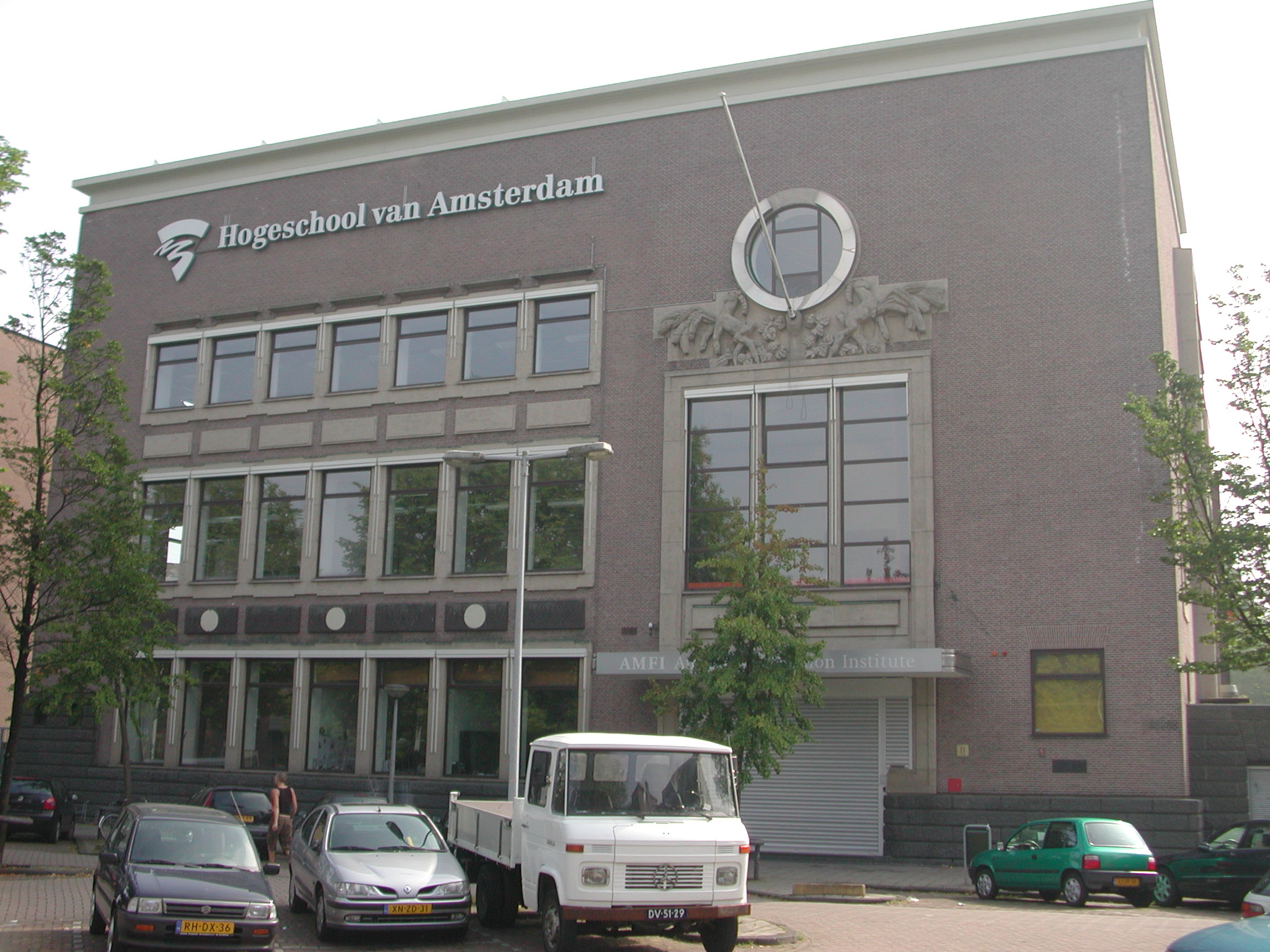
Den tidigare administrationsbyggnaden för Amstelbryggeriet vid Mauritskade i Amsterdam används sedan 1994 av Amsterdams modeinstitut vid Hogeschool van Amsterdam.

Amstel är ett nederländskt öl från Amstelbryggeriet som grundades 1870 i Amsterdam. Ölet har fått sitt namn från floden Amstel som rinner igenom staden.  Det bryggs av pilsenermalt med galena- och nuggethumle. Bryggeriet slogs 1968 samman med Heineken och tillverkningen sker sedan 1980 vid Heinekens anläggning i Zoeterwoude.
De olika typerna som finns är Pilsener · Gold · 1870 · Bock · Blond 4.0 · Sterk 7.5 · Light · 0.0.